# Zsófia badeni nagyhercegné
Zsófia badeni nagyhercegné, született Zsófia Vilma svéd királyi hercegnő (svédül: Prinsessa Sophie Wilhelmina av Sverige, németül: Großherzogin Sophie von Baden, teljes nevén Sophie Wilhelmina Katherine Marie Louise Charlotte Anne; Stockholm, 1801. május 21. – Karlsruhe, 1865. július 6.) svéd királyi hercegnő, Vasa hercegnője, házassága révén Baden nagyhercegnéje.

## Élete
Zsófia Vilma hercegnő 1801-ben jött világra IV. Gusztáv svéd király és Friderika badeni hercegnő második gyermekeként a három közül. Édesapját 1809-ben elmozdították a svéd trónról, és a királyi család Friderika királyné szülőföldjére, Badenbe vonult száműzetésbe. Három év elteltével IV. Gusztáv és felesége úgy döntöttek, külön háztartásban élnek. Zsófia Vilma hercegnő édesanyjával maradt, és Bruchsalba költözött vele.
A hercegnőt 1815-ben eljegyezték Lipót hochbergi gróffal, akivel Zsófia Vilma távoli rokonságban állt édesanyja révén. Lipót gróf Károly Frigyes badeni nagyherceg morganatikus házasságából született fia volt, ennek ellenére a badeni trón várományosa lett. Esküvőjüket 1819. július 25-én tartották Karlsruhéban. Bár politikai frigyről volt szó, Lipót és Zsófia Vilma viszonyát házasságuk első éveiben harmónia és boldogság jellemezte, melyből nyolc gyermek született:
- Alexandrina hercegnő (1820–1904), házassága révén Szász–Coburg–Gotha hercegnéje
- id. Lajos herceg (1822. október 26. – 1822. november 16.)
- ifj. Lajos herceg (1824–1858), II. Lajos néven Baden nagyhercege
- Frigyes herceg (1826–1907), I. Frigyes néven Baden nagyhercege
- Vilmos herceg (1829–1897), tiszt a porosz királyi hadseregben, később parlamenti képviselő
- Károly herceg (1832–1906), morganatikus házasságot kötött Rosalie von Beusttal, Rhena grófnőjével
- Mária hercegnő (1834–1899), házassága révén Leiningen hercegnéje
- Cecília hercegnő (1839–1891), házassága révén „Olga Fjodorovna” néven orosz nagyhercegné.

1830-ban Lipót lett Baden uralkodója, ily módon Zsófia Vilma hercegnőből Zsófia néven badeni nagyhercegné lett. 1833-ban meggyilkolták Kaspar Hausert, aki állítólag a nagyhercegi családból származott. Felmerült a gyanú, hogy a merénylet hátterében Zsófia nagyhercegné húzódott meg, és ez beárnyékolta férjével való kapcsolatát; a házaspár elhidegült egymástól. Zsófia nagyhercegné ezután egyik kegyencével folytatott viszonyt. E kapcsolata szolgáltatta az alapot annak a rosszindulatú pletykának, mely szerint legkisebb gyermeke, Cecília hercegnő egy zsidó férfitól született.
Az 1848–49-es badeni forradalom alatt az uralkodóháznak menekülni kellett Karlsruhéból. 1852-ben, férje halálát követően a volt nagyhercegné visszatért a badeni fővárosba, és beköltözött a Karlsruhe Palotába. Itt érte a halál 1865. július 6-án. A karlsruhei protestáns templomban temették el, ám sírhelye a második világháború során súlyosan megrongálódott, így később maradványait átszállították a badeni nagyhercegi család mauzóleumába.